# Col de Menté

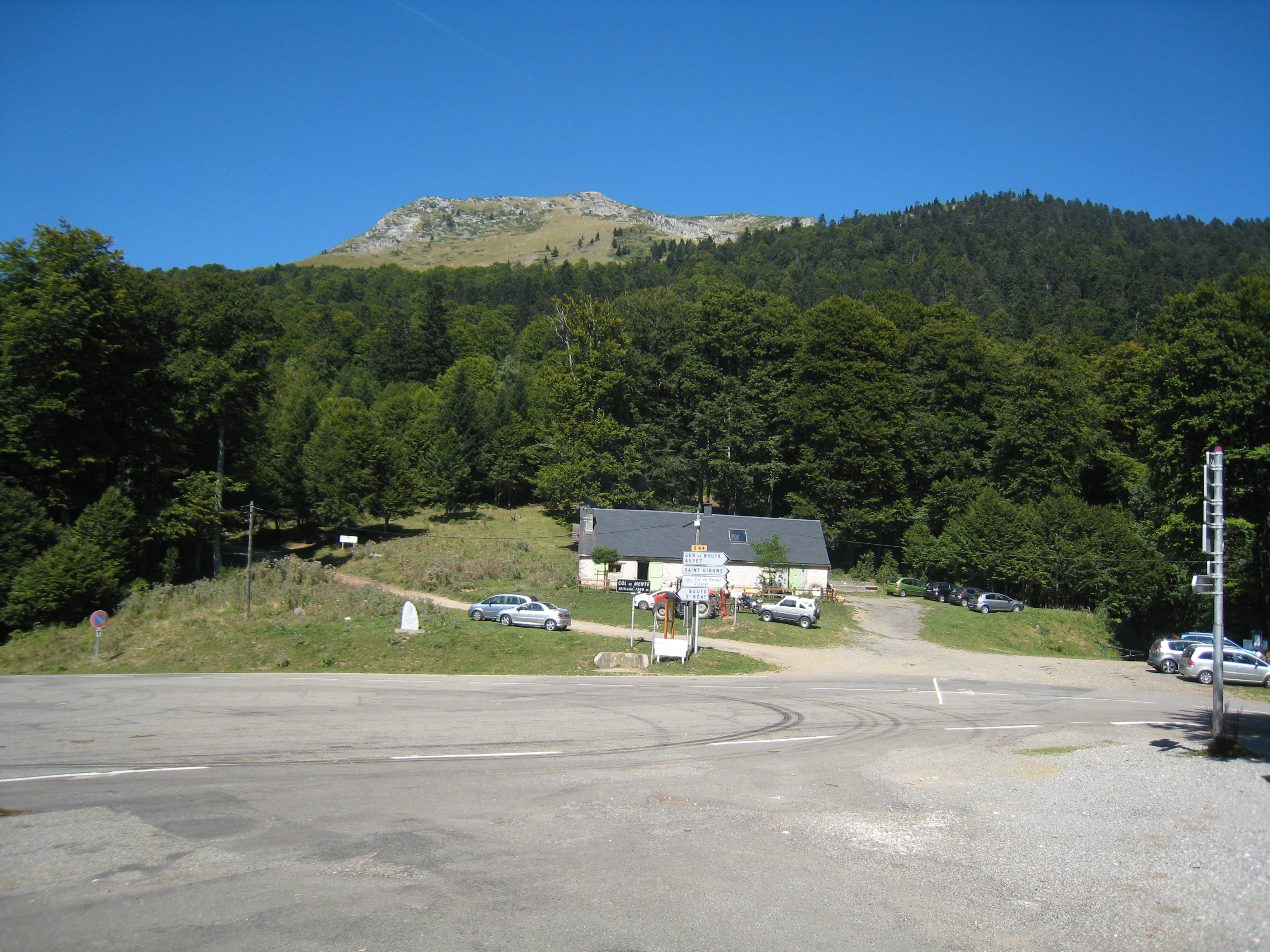
Bergpas Col de Menté

De Col de Menté is een bergpas in de Franse Pyreneeën in het departement Haute-Garonne. De col is bekend van wieleretappes in de Ronde van Frankrijk en de Route du Sud, en wordt sinds 1988 geklasseerd als een beklimming van eerste categorie.
De bergpas verbindt het dorpje Saint-Béat met het gehucht Ger-de-Boutx van de gemeente Couret, beide in het departement Haute-Garonne, en is ook de toegang tot het skistation Le Mourtis.
De verbindingsweg over de Col de Menté wordt in de Haute-Garonne aangeduid als de D44.

## Ronde van Frankrijk
De klim werd op 2 juli 1966 voor het eerst aangedaan in de elfde etappe van de Ronde van Frankrijk, een rit van Pau naar Luchon. De etappe werd gewonnen door Marcello Mugnaini. Joaquim Galera kwam als eerste boven op de col.
In de eerste pyreneeënrit van Revel naar Luchon van de Ronde van Frankrijk 1971 speelde de Col de Menté een cruciale rol. Luis Ocaña had bij de start van die veertiende etappe op 12 juli in het klassement een comfortabele voorsprong op onder meer Joop Zoetemelk en Eddy Merckx. Maar in de beklimming van de Col de Menté was Ocaña aangewezen op het achtervolgen van Merckx. De afdaling gebeurde in stormweer, met hevige regen en modderstromen op de weg. Beiden namen grote risico's, en toen Merckx onderuit gleed en tegen een stenen muurtje botste, viel Ocaña ook. Merckx was snel weer weg, maar Ocaña bleef iets langer liggen en werd aangereden door de achtervolgende Zoetemelk. Voor Ocaña, die met een helikopter moest worden afgevoerd, was de Tour dat jaar voorbij. José Manuel Fuente, die als eerste over de Col de Menté kwam, won die dag ook de etappe. Merckx nam die dag de gele trui over en won dat jaar de Tour. Uit respect voor Ocaña weigerde Merckx, die er zelfs even aan dacht uit de wedstrijd te stappen, wel vier dagen lang de gele trui te dragen, tot de dag dat hij zelf een etappe won en zich zo waardig genoeg achtte om de trui te dragen. Op de plaats van het ongeluk (42° 54' 56" NB, 0° 44' 38" OL) is een herdenkingsplaatje aangebracht.
Op de top van de bergpas zijn er twee verbindingswegen met het skistation Le Mourtis (op 1409 m). In de Ronde van Frankrijk wordt deze lus soms meegenomen in de beklimming. Zowel in 1979 als de editie van 1995 werd Col de Menté - Le Mourtis beklommen.

## Doortochten en leiders op de top van de Col de Menté in de Ronde van Frankrijk
| Jaar | Etappe | Categorie | Als eerste boven    | Nationaliteit    | Start etappe        | Aankomst etappe          |
| ---- | ------ | --------- | ------------------- | ---------------- | ------------------- | ------------------------ |
| 2024 | 15     | 1         | Javier Romo         | Spanje           | Loudenvielle        | Plateau de Beille        |
| 2020 | 8      | 1         | Benoît Cosnefroy    | Frankrijk        | Cazères-sur-Garonne | Loudenvielle             |
| 2017 | 12     | 1         | Michael Matthews    | Australië        | Pau                 | Peyragudes               |
| 2013 | 9      | 1         | Tom Danielson       | Verenigde Staten | Saint-Girons        | Bagnères-de-Bigorre      |
| 2012 | 17     | 1         | Thomas Voeckler     | Frankrijk        | Bagnères-de-Luchon  | Peyragudes               |
| 2007 | 15     | 1         | Juan Manuel Gárate  | Spanje           | Foix                | Loudenvielle - Le Louron |
| 2005 | 15     | 1         | Erik Dekker         | Nederland        | Lézat-sur-Lèze      | Saint-Lary-Soulan        |
| 2003 | 14     | 1         | Richard Virenque    | Frankrijk        | Saint-Girons        | Loudenvielle             |
| 2002 | 12     | 1         | Christophe Oriol    | Frankrijk        | Lannemezan          | Plateau de Beille        |
| 2001 | 13     | 1         | Laurent Jalabert    | Frankrijk        | Foix                | Saint-Lary-Soulan        |
| 1999 | 15     | 1         | Alberto Elli        | Italië           | Saint-Gaudens       | Piau-Engaly              |
| 1998 | 11     | 1         | Alberto Elli        | Italië           | Luchon              | Plateau de Beille        |
| 1995 | 15     | 1         | Richard Virenque    | Frankrijk        | Mende               | Revel                    |
| 1988 | 15     | 1         | Robert Millar       | Schotland        | Saint-Girons        | Luz Ardiden              |
| 1979 | 1      | 2         | Bernard Hinault     | Frankrijk        | Fleurance           | Luchon                   |
| 1976 | 14     | 2         | Lucien Van Impe     | België           | Saint-Gaudens       | Saint-Lary-Soulan        |
| 1973 | 13     | 2         | José Manuel Fuente  | Spanje           | Bourg-Madame        | Luchon                   |
| 1971 | 14     | 2         | José Manuel Fuente  | Spanje           | Revel               | Luchon                   |
| 1970 | 18     | 2         | Guerrino Tosello    | Italië           | Saint-Gaudens       | La Mongie                |
| 1969 | 16     | 2         | Raymond Delisle     | Frankrijk        | Castelnaudary       | Luchon                   |
| 1967 | 16     | 1         | Fernando Manzaneque | Spanje           | Toulouse            | Luchon                   |
| 1966 | 11     | 2         | Joaquim Galera      | Spanje           | Pau                 | Luchon                   |